# Mikołaj Jan Stromberg
Mikołaj Jan Stromberg herbu własnego (zm. w 1688 roku) – podstarości wiłkomierski od 1686 roku, sędzia grodzki wiłkimierski w latach 1676-1685, cześnik mozyrski w 1674 roku, łowczy upicki w latach 1650-1674.
Był elektorem Jana III Sobieskiego z powiatu upickiego w 1674 roku.